# ویلیامزبرگ (ماساچوست)
ویلیامزبرگ (به انگلیسی: Williamsburg) شهرکی در شهرستان همشیر ایالت ماساچوست می‌باشد، که در سال ۱۷۷۵ بنیان‌گذاری شده‌است. این شهرک در سرشماری سال ۲۰۱۰ میلادی، ۲٬۴۸۲ نفر جمعیت داشته‌است.